# Каялоба
Каялоба е село в Южна България. То се намира в община Кирково, област Кърджали.

## География
Село Каялоба се намира в планински район.

## Население
Преброяване на населението през 2011 г.
Численост и дял на етническите групи според преброяването на населението през 2011 г.:
|                     | Численост | Дял (в %) |
| Общо                | 210       | 100,00    |
| Българи             | 0         | 0,00      |
| Турци               | 206       | 98,09     |
| Цигани              | 0         | 0,00      |
| Други               | 0         | 0,00      |
| Не се самоопределят | 0         | 0,00      |
| Неотговорили        | 4         | 1,90      |

## Културни и природни забележителности
Извънземното – част от скалния феномен Слона, намиращ се край село Каялоба, община Кирково, област Кърджали. На скалата се приписват чудотворни ефекти върху здравето на деца, болни от шарки и други болести.
Пърнарите при с. Каялоба